# 古仑乡
古仑乡，中华人民共和国湖南省岳阳市汨罗市已撤销的一个镇，位于汨罗市东北部。

## 建制沿革
- 1956年，设古仑乡，
- 1958年，属东风公社（后改智峰公社）。
- 1961年，析置古仑公社。
- 1984年，改置古仑乡。
- 2015年，与大荆镇成建制合并设立大荆镇。

## 行政区划
古仑乡下辖8个行政村：
- 黄道村、金河村、农科村、古仑村、渡头村、朱砂村、盘石村、仰山村